# Espacio Le Parc
Espacio Cultural Julio Le Parc es un centro cultural y de espectáculos en el Distrito de Guaymallén, Departamento de Guaymallén, Provincia de Mendoza, República Argentina. Fue inaugurado en octubre de 2012 por iniciativa del Gobierno de la Provincia de Mendoza.

## Historia
A fines de 2008, el Gobernador de la provincia de Mendoza Celso Jaque anunció el proyecto para Palacio de la Cultura en terrenos de la exestación del Ferrocarril Belgrano, donde anteriormente se había proyectado un megaestadio cubierto para 15.100 espectadores, que fue cancelado en el cambio de gobierno. Para noviembre de 2008, se anunciaba la licitación de obra, y los planos del proyecto ya estaban listos.
En un comienzo, el Centro Provincial de la Cultura pensó llamarse “del Bicentenario”, con miras al año 2010, y el presupuesto ascendería a los 50 millones de pesos, fondos que serán cubiertos desde el Presupuesto provincial.
En febrero de 2010 se abrieron los sobres de la licitación, mientras se anunciaba otra más para obras complementarias de mejoramiento del entorno: reconstrucción de cordón y cunetas, de las veredas, creación de una playa de estacionamiento con capacidad para unos 300 vehículos, iluminación del predio, instalación riego por aspersión para la parquización del predio y de un pozo para abastecer de agua. La construcción comenzó en abril de ese año, con más de un año de demora, adjudicada finalmente a la empresa Oha Construcciones SRL.
. La inversión sería de casi 57 millones de pesos y con un plazo de ejecución de 12 meses.

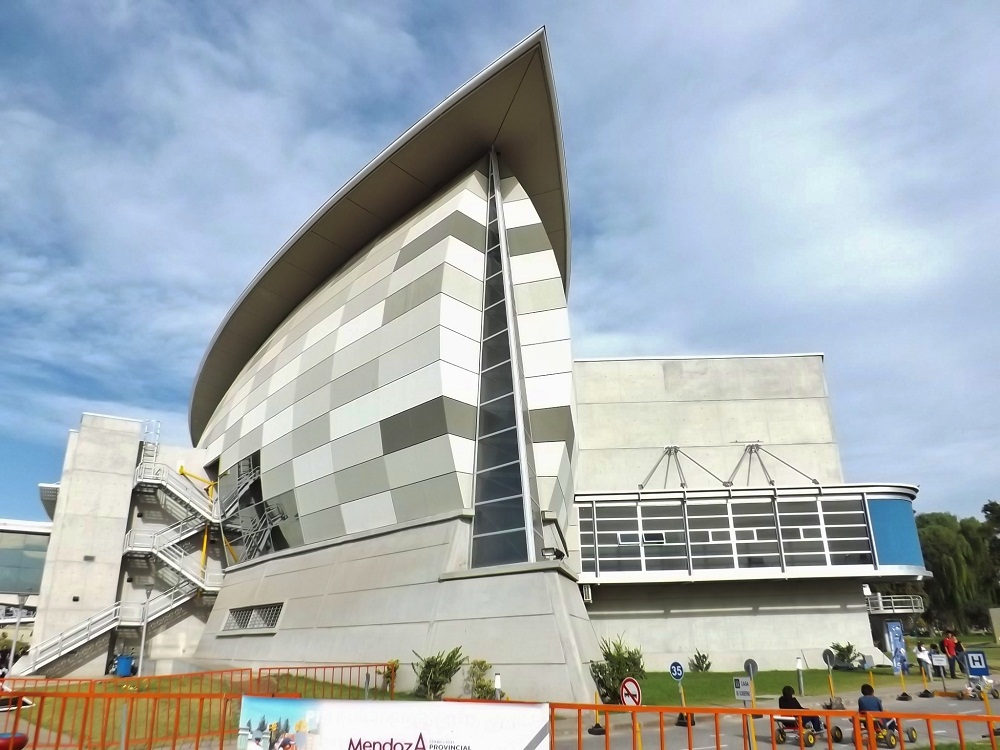
La característica "proa" del edificio.

Para diciembre de 2010, la contratista montó la estructura metálica de más de 100 toneladas que conformaría el techo del Centro Provincial de la Cultura. Mientras, se anunciaba que el avance de la construcción llegaba a casi el 50%.
Con la obra a poco de terminarse, el Gobernador Francisco Pérez decidió el cambio de nombre al proyecto por el de Julio Le Parc, maestro mendocino del arte cinético desde mediados del siglo XX, que en ese momento contaba con 84 años.
El Espacio Le Parc fue inaugurado el 15 de octubre de 2012, con un presupuesto final de entre 85 y 100 millones de pesos. Días antes, se había instalado un gran móvil que Le Parc había creado especialmente para el Centro de la Cultura.

## Arquitectura

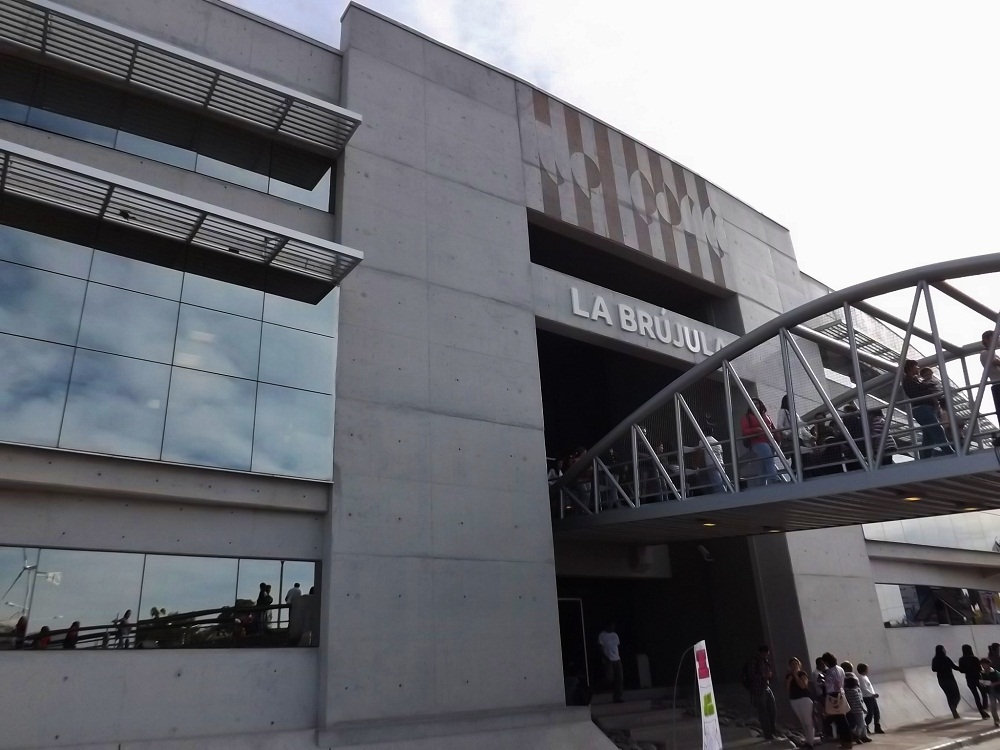
Puente de entrada.

El edificio se implanta en un predio que tiene una superficie total de 29.560 m², contemplando todos los servicios de infraestructura urbana y acceso de vehículos particulares y de transporte público. Su estructura resistente y antisísmica tiene una superficie cubierta de 8.777 m² cubiertos y se desarrolla en cuatro niveles: subsuelo, planta baja, intermedia y alta, que están internamente conectados a través de rampas, escaleras y ascensor. Tiene 110 metros de longitud y forma de semilla alargada. El techo es una pieza de forma elíptica, como el volumen del casco de un barco, de 120 metros de largo, 35 de ancho y 4,5 metros de flecha en su cercha metálica reticulada central, que pesa 100 toneladas y contiene en su interior una viga-pasarela longitudinal de servicios y acceso a la cubierta exterior.

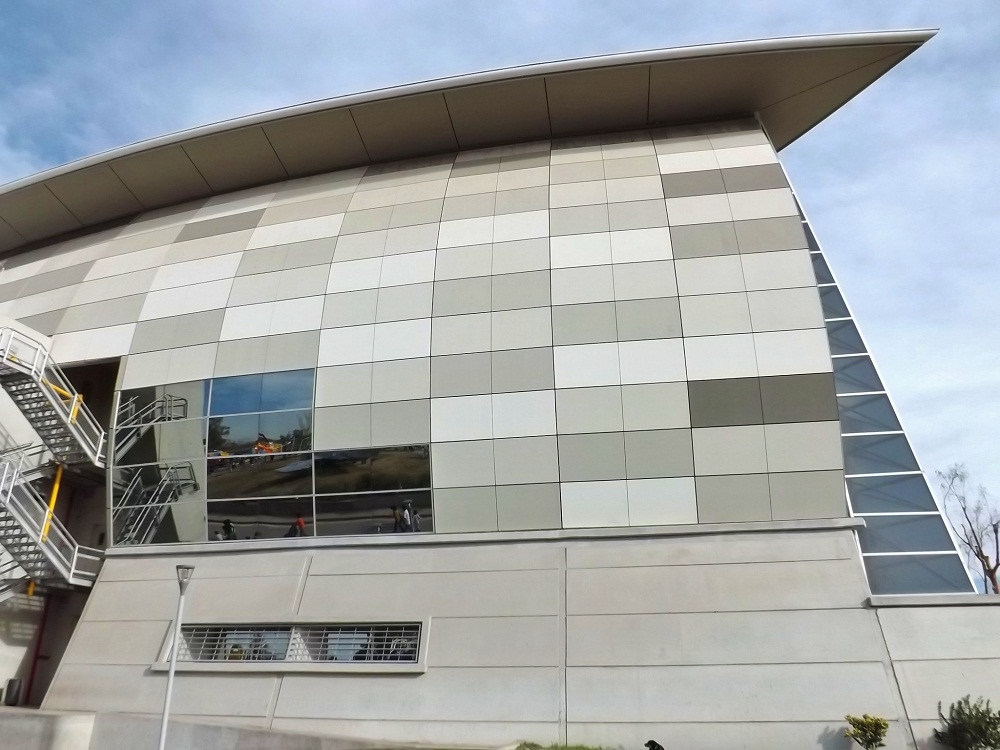
Textura de la fachada.

En el espacio exterior del Complejo, un pequeño teatro griego (al aire libre) permite desarrollar actividades artísticas. En la fachada principal, un pórtico de hormigón de grandes dimensiones con la inscripción “Le Parc” y un puente peatonal indican el acceso. El edificio es simétrico en su eje transversal y en el eje longitudinal está dividido por funciones culturales.
La altura total del edificio es de 25 m y se destaca el espacio central de múltiple altura, que permite percibir la envergadura del techo desde la entrada al lugar, contenido por una piel que muestra las cinco salas donde se desarrollan actividades fundamentalmente artísticas, entre ellos teatro, cine, multiuso de artistas, folclore, canto, bailes. La premisa principal fue conseguir un espacio que se entendiera sin necesidad de señalética, donde el visitante entendiera cómo se desarrolla el edificio apenas entrase.
El corazón del edificio integra los tres niveles mediante rampas, escalera y pasarelas. El nivel superior es el punto de enlace entre las salas y el público con los sectores de exposiciones, el patio de comidas y gradas de esparcimiento, mientras que el nivel inferior está destinado a los artistas y allí se ubican camarines, vestuarios y sanitarios. 

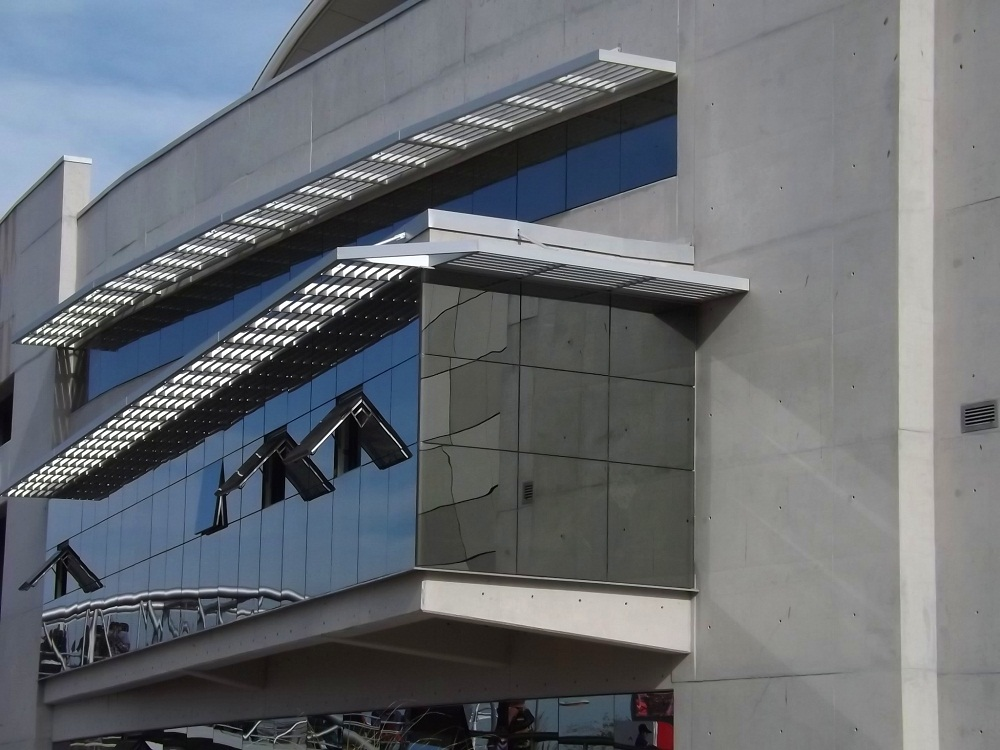
Detalle de la fachada vidriada.

Este espacio central se basó en hacer un espacio similar al de una catedral: alto e iluminado en su parte superior. Está preparado para que se desarrollen espectáculos tipo Cirque du Soleil o Fuerza Bruta. Esta área central también puede convertirse en una sexta sala, la “sala abierta”.
El esquema del edificio tiene tres áreas básicas, distribuidas en cuatro niveles: 15 locales (8 en planta baja y 7 en planta alta), todos destinados al desarrollo de las actividades artesanales, capacitación y venta de productos. El espacio posee, además, un gran horno de vitrofusión y otro de cerámica destinados al trabajo y capacitación de los artesanos. En la planta intermedia existe un gran espacio para exposiciones de arte y arquitectura.
Cinco salas de espectáculo suman una capacidad de más de 1.000 espectadores, cada una toma una identidad diferente a partir de un color predominante con el que se viste desde el telón hasta las butacas. Todas cuentan con ingreso diferenciado de artistas y público.
Entre los artistas que aportaron sus creaciones a la obra se encuentran Laura López, quien realizó un vitral de 7 metros de altura por 70 cm de ancho con figuras y elementos en movimiento relacionados con la música, la danza y la atmósfera circense. De la misma manera, la artista Mariana Giordanengo ambientó el espacio de los sanitarios con una guarda veneciana y otras similares que han sido aplicadas en los bancos de hormigón, en la zona externa del complejo.

### Salas
- Sala Naranja: tiene 140 butacas retráctiles, una pantalla y cabina de proyección. Tiene revestimiento de tela negra y de madera clara. Esta sala es la elegida para albergar el canal estatal de la provincia donde se instalará el estudio principal.

- Sala Violeta: posee un subsuelo debajo del escenario que se conecta por un elevador abierto, lo que permite el acceso directo a las tablas, tanto de artistas como de elementos musicales o teatrales. Predomina el color uva tanto en butacas como en paredes.

- Sala Circular: con capacidad para 350 personas, posee gradas revestidas de madera y un escenario ubicado en el centro, que también es circular. Combina en sus revestimientos acústicos tonos cálidos y fríos que producen efectos visuales diversos.

- Sala Roja: está ambientada en tonos cálidos de naranja rojizo, que contrastan con telas negras y maderas en tonos naturales.

- Sala Azul: está decorada con distintas gamas de azules grisáceos.

### Ficha técnica
- Organismo ejecutor: Ministerio de Infraestructura y Energía, Subsecretaría de Obras Públicas, Dirección de Administración y Contratos de Obra Pública (Dacop).
- Autores del proyecto: Estudio de arquitectura Paoletti-Bocanegra.
- Ejecución
  - Primera etapa: a cargo de OHA Construcciones SRL
  - Segunda etapa: a cargo de OHA Construcciones SRL y Laugero Construcciones SA.
- Monto total de la obra: $92.330.000[15]